# Сухой (компания)
АО «Компания „Сухой“» — российская компания, занимающаяся разработкой, производством, маркетингом, обучением лётного персонала, послепродажным обслуживанием боевых и гражданских самолётов марки «Су» и «Бе». Полное наименование — акционерное общество «Авиационная холдинговая компания „Сухой“» (бывший завод № 51). Компания носит имя одного из основателей советской реактивной и сверхзвуковой авиации авиаконструктора Павла Осиповича Сухого. После 2022 года компания была объединена с корпорацией «МиГ», став частью «Объединенной авиастроительной корпорации», входящей  в «Ростех».
Из-за вторжения России на Украину компания находится под международными санкциями Евросоюза, США и ряда других стран.

## Собственники и руководство
Руководитель компании (с ноября 2020 года) — Юрий Слюсарь, генеральный директор ПАО «ОАК» — управляющей организации АО «Компания „Сухой“»).
Основные акционеры компании по состоянию на 31 декабря 2014 года:
- ПАО «Объединённая авиастроительная корпорация» — 57,06 %,
- Внешэкономбанк — 29,81 %,
- Росимущество — 10,66 %.

## Состав холдинга «Сухой»
Головной компанией холдинга является ПАО «Компания „Сухой“», которой на 2008 г. принадлежали:
- 50 % + 23 акции ПАО «ОКБ Сухого»
- 75,23 % ПАО «КнААЗ имени Ю. А. Гагарина» (Комсомольск-на-Амуре)
- 78,32 % АО «НАЗ имени В. П. Чкалова» (Новосибирск)
- 71,99 % АО «Гражданские самолёты Сухого»
- 9,97 % ПАО «Корпорация „Иркут“» (Иркутск)
- 30,39 % ПАО «ТАНТК имени Г. М. Бериева» (Таганрог)

## Деятельность
Компания является крупнейшим российским авиационным холдингом. В состав холдинга входят конструкторские бюро и серийные самолётостроительные заводы, что обеспечивает выполнение полного цикла работ в авиастроении — от проектирования до производства и послепродажного обслуживания авиационной продукции. Основными задачами компании являются обеспечение современной авиационной техникой ВКС России, увеличение доли своей продукции на внутреннем и внешнем рынках военной и гражданской авиации за счёт перспективных разработок и диверсификации своей продукции.
Продукция холдинга, боевые самолёты марки «Су», составляют основу фронтовой авиации России и тактической авиации многих стран мира. Некоторые фигуры высшего пилотажа типа: «Кобра Пугачёва», «Хук», «Кульбит» были впервые выполнены на самолётах марки «Су».
Компания занимает 3-е место в мире по объёмам производства современных истребителей (по состоянию 2006 год). В настоящее время компанией реализуются перспективные программы в области как военного, так и гражданского авиастроения. В области гражданского авиастроения реализуется программа создания семейства российских региональных самолётов Sukhoi Superjet 100.
Техника марки «Су» принята на вооружение в 30 странах мира. Боевые самолёты марки «Су» поставлялись в Азербайджан, Индию, Китай, Ирак, Польшу, Чехию, Словакию, Венгрию, Германию, Сирию, Алжир, КНДР, Вьетнам, Афганистан, Йемен, Египет, Ливию, Иран, Перу, Анголу, Эфиопию. Всего по экспортным контрактам в зарубежные страны поставлено более 2 тысяч самолётов «Су». На сегодняшний день приоритетными региональными рынками для самолётов «Сухого» являются Китай, Индия, страны Юго-Восточной Азии.
Основными перспективными проектами компании на середину 2008 года являются:
- производство истребителя поколения 4++ Су-35С
- производство фронтового бомбардировщика Су-34
- разработка истребителя 5 поколения Су-57
- производство гражданского ближнемагистрального авиалайнера Sukhoi Superjet 100

## Санкции
В августе 2006 года Государственный департамент США ввёл санкции против российских государственных компаний «Рособоронэкспорт» и «Сухой». Их обвиняют в нарушении закона «О нераспространении в отношении Ирана» от 2000 года, которым запрещается сотрудничество с Ираном в сфере распространения оружия массового поражения. Введёнными санкциями запрещается американским государственным органам покупать или продавать какие-либо товары, пользоваться или оказывать услуги этим компаниям. В конце июля 2006 года «Рособоронэкспорт» заключил контракт на модернизацию 30 фронтовых бомбардировщиков Су-24 ВВС Ирана, которые теоретически могут быть носителями тактического ядерного оружия. Контракт будет исполнять компания «Сухой».
15 марта 2019 года Канада ввела санкции против компании «Сухой» «в ответ на продолжающуюся российскую оккупацию Крыма и вооруженное столкновение в Керченском проливе».
25 февраля, из-за вторжения России на Украину, компания «Сухой» была включена в санкционный список всех стран Евросоюза
3 марта 2022 года США ужесточили санкции в отношении компании. 8 июня 2022 года компания внесена в санкционный список Новой Зеландии как «причастная к подрыву суверенитета и территориальной целостности Украины». Также компания «Сухой» была включена в санкционные списки Украины и Швейцарии.